# Russell Gleason
Russell Gleason (6 de febrero de 1908-25 de diciembre de 1945) fue un actor cinematográfico de nacionalidad estadounidense. Las fuentes difieren sobre el año de nacimiento y la fecha de la muerte de Gleason. En AllMovie y otras, se afirma que nació en 1908, lo cual es corroborado por el registros de defunciones de Nueva York City Municipal Death records. Otros, sin embargo, tales como David K. Frasier en su libro Suicide in the Entertainment Industry (2002) afirman que nació en 1907. Los registros del Ejército dan 1908 como el año de nacimiento. Algunos afirman que falleció el 26 de diciembre de 1945, pero el registro municipal de Nueva York recoge como fecha el 25 de diciembre, y su entierro el 28 de diciembre de ese año. También se da como fecha de la muerte el día 25 de diciembre en el número de enero de 1946 de Billboard.

## Biografía

### Carrera
Nacido en Portland, Oregón, sus padres eran los actores Lucile Webster y James Gleason, que en la época trabajaban en producciones teatrales locales. Siendo niño, Gleason actuó en algunas de las producciones teatrales en las que actuaban sus padres. Su debut teatral tuvo lugar actuando junto a su madre en The Heir to the Hooray. Criado con su abuela materna en Oakland, California, en los años escolares veía poco a sus padres, pero actuaba con ellos en obras de repertorio durante las vacaciones veraniegas.
Su primer contacto con el cine tuvo lugar a los 21 años de edad, con un primer papel en la película muda de 1929 The Shady Lady, dirigida por Edward H. Griffith. Al siguiente año tuvo un éxito de crítica por su papel de Soldado Mueller en el film ganador del Premio Oscar Sin novedad en el frente. Su corta carrera duró quince años, durante los cuales trabajó en más de 50 largometrajes, casi siempre con papeles principales. Actuó con sus padres en la serie cinematográfica dedicada a la Familia Higgins, de la cual se rodaron nueve películas entre 1938 y 1941. La familia Gleason actuó en siete de ellas, siendo la última Grandpa Goes to Town (1940). Las dos cintas posteriores se rodaron con otros actores. Él también actuó en la serie dedicada a la "Familia Jones", que fue producida por 20th Century Fox.
Tras rodar su última película, The Adventures of Mark Twain, la cual finalizó su producción en septiembre de 1942, Gleason ingresó en el Ejército de los Estados Unidos. Sus últimas películas se estrenaron en 1944, cuando ya estaba en servicio.

### Vida personal
Al principio de su carrera mantuvo una relación sentimental con Mary Brian. Sin embargo, Gleason se casó  con Cynthia Hobart (más adelante conocida como Cynthia Lindsay), que trabajaba como extra y nadadora, y escritora de una biografía de Boris Karloff. La familia Gleason mantenía amistad con Karloff, y los cónyuges apadrinaron a la hija de Karloff, Sara Jane. Gleason tuvo un hijo, Michael, nacido el 1 de junio de 1939. Tras fallecer Russell Gleason, Cynthia se casó con Lou Lindsay, y Michael tomó el apellido de su padrastro y trabajó como productor televisivo.
El 25 de diciembre de 1945 Gleason se encontraba en Nueva York esperando el traslado a Europa con su regimiento, cuando falleció tras caer de la ventana de un cuarto piso del Hotel Sutton, donde el Ejército tenía hospedadas a las tropas. No fue posible determinar si la caída fue un accidente o un suicidio. En algunas publicaciones, entre ellas Variety, se informó que Gleason tomaba sulfamida para tratar un resfriado, y que la medicina podría haberle causado una debilidad responsable del accidente.
Fue enterrado en el cementerio militar Long Island National el 28 de diciembre de 1945.

## Filmografía
- 1928 : The Shady Lady
- 1929 : The Flying Fool
- 1929 : Seven Faces
- 1929 : The Sophomore
- 1929 : Strange Cargo
- 1930 : Sin novedad en el frente
- 1930 : Officer O'Brien
- 1930 : Sisters
- 1931 : Beyond Victory
- 1931 : The Homicide Squad
- 1931 : Laugh and Get Rich
- 1931 : Nice Women

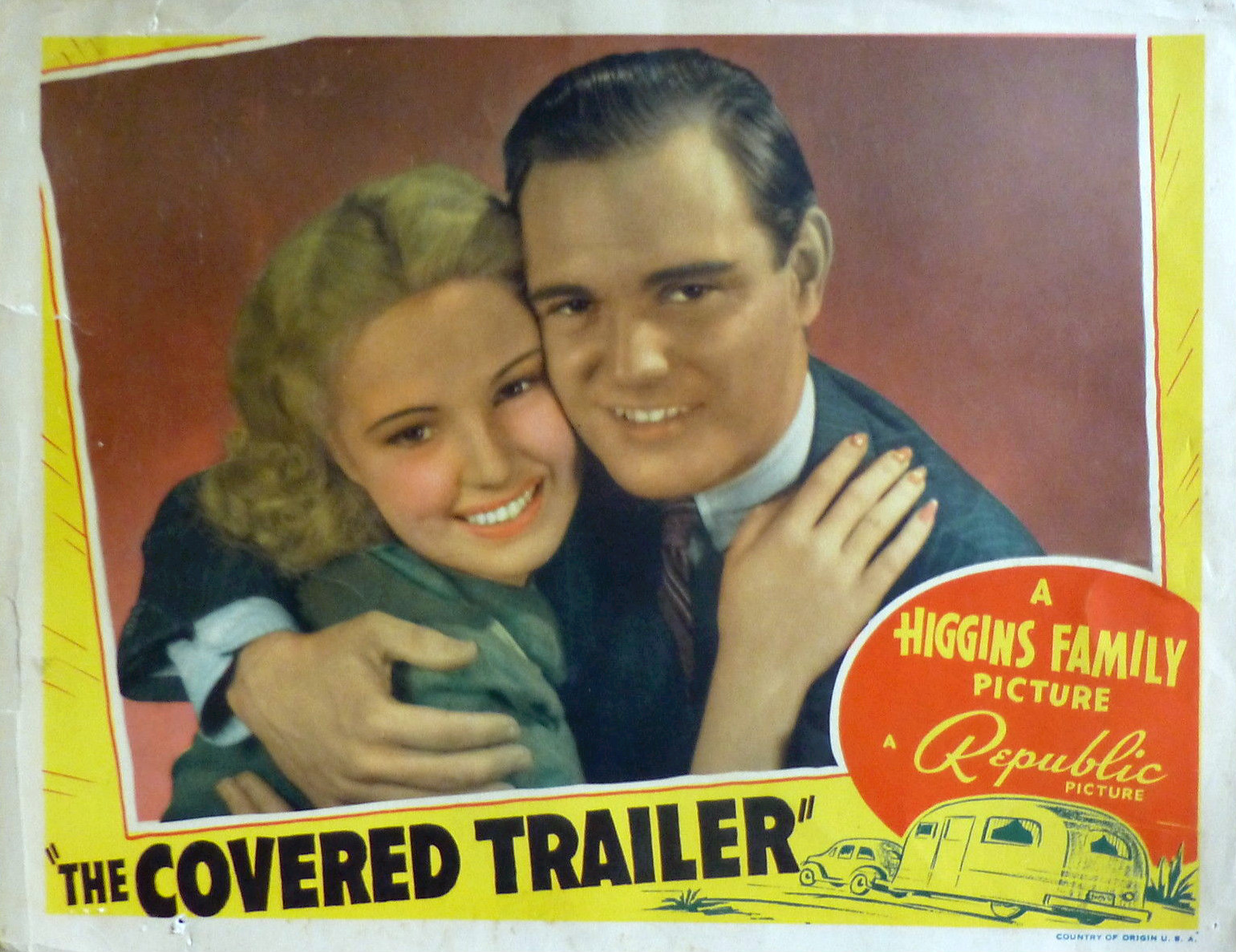
Gleason y Mary Beth Hughes en el film de 1939 The Covered Trailer

- 1932 : The Strange Case of Clara Deane
- 1933 : Private Jones
- 1934 : I Can't Escape
- 1935 : Hot Tip
- 1935 : Condemned to Live
- 1936 : Hitch Hike to Heaven
- 1936 : A Tenderfoot Goes West
- 1937 : The Jones Family in Big Business
- 1937 : Off to the Races
- 1937 : Borrowing Trouble
- 1937 : Hot Water
- 1938 : Fury Below
- 1938 : The Higgins Family
- 1938 : A Trip to Paris
- 1938 : Safety in Numbers
- 1938 : Love on a Budget
- 1938 : Down on the Farm
- 1939 : Should Husbands Work?
- 1939 : My Wife's Relatives
- 1939 : Here I Am a Stranger
- 1939 : Undercover Agent
- 1939 : Everybody's Baby
- 1939 : The Covered Trailer
- 1939 : News Is Made at Night
- 1939 : Money to Burn
- 1940 : Earl of Puddlestone
- 1940 : Grandpa Goes to Town
- 1940 : Yesterday's Heroes
- 1940 : Young as You Feel
- 1941 : Unexpected Uncle
- 1942 : Dudes Are Pretty People
- 1942 : Fingers at the Window
- 1943 : Salute to the Marines
- 1943 : Swing Shift Maisie
- 1943 : Three Hearts for Julia
- 1944 : Lost Angel
- 1944 : Swing Fever
- 1944 : Meet the People
- 1944 : The Adventures of Mark Twain